# 안드레아 아길레라
안드레아 빅토리아 아길레라 파레데스(Andrea Victoria Aguilera Paredes, 2001년 4월 27일 ~ )는 에콰도르 모델이다. 2023 미스 수프라내셔널에서 우승했다. 전 미스 그랜드 에콰도르 2021 우승자이다.